# Teófilo Juárez
Teófilo Juárez (Santiago del Estero, 9 febbraio 1910 – ...) è stato un calciatore argentino, di ruolo difensore.

## Caratteristiche tecniche
Giocava come difensore centrale destro.

## Carriera

### Club
Dopo aver rappresentato la propria provincia natale nel 1928, Juárez debuttò nel calcio professionistico argentino con il Rosario Central nel 1931; giocando come centrocampista, scese in campo 10 volte. Nel 1932 passò al Chacarita Juniors, con cui esordì in Primera División.  Dopo due campionati con la squadra di Villa Maipú fu acquistato dal River Plate; lì disputò le due stagioni seguenti, trovando spazio in squadra: affiancò Alberto Cuello in terza linea. Conclusa la sua esperienza al River passò al Tigre: della formazione di Victoria divenne uno dei giocatori maggiormente impiegati, fornendo buone prestazioni. Lasciò il rosso-blu nel 1939, allorché fu richiesto dal Racing Club; con la nuova società disputò 20 incontri nella Primera División 1939. L'anno seguente giocò per il San Paolo, in Brasile: questa fu la sua ultima esperienza da giocatore, giacché chiuse la carriera proprio nel 1940.